# Municipio de Viļāni
El municipio de Viļāni (en letón: Viļānu novads) es uno de los ciento diez municipios de Letonia, que abarca una pequeña porción del territorio de dicho país báltico. Fue creado durante el año 2009 después de una reorganización territorial. La ciudad capital es la ciudad de Viļāni.

## Ciudades y zonas rurales
- Dekšāres pagasts (zona rural)
- Sokolku pagasts (zona rural)
- Viļānu pagasts (zona rural)
- Viļāni (ciudad))

## Población y territorio
Su población se encuentra compuesta por un total de 7.243 personas (2009). La superficie de este municipio abarca una extensión de territorio de unos 284,9 kilómetros cuadrados. La densidad poblacional es de 25,42 habitantes por cada kilómetro cuadrado.